# Iris DeMent
Iris DeMent (Paragould, 5 gennaio 1961) è una cantautrice statunitense.
Ha lavorato con Emmylou Harris, John Prine, Steve Earle e Mark Knopfler. DeMent si era sposata con Elmer McCall nel 1991, ma il matrimonio finì con il divorzio.
Il 21 novembre 2002 convola a nozze con il cantautore Greg Brown. La coppia vive nelle zone rurali del sud-est dell'Iowa con la loro figlia adottiva russa.
Il suo brano "Let the Mystery Be" viene usato per la sigla della seconda stagione della serie TV di HBO "The Leftovers".

## Discografia
- 1992 – Infamous Angel
- 1993 – My Life
- 1996 – The Way I Should
- 2004 – Lifeline
- 2012 – Sing the Delta
- 2015 – The Trackless Woods